# 貧窮姊妹物語
《貧窮姊妹物語》是一十泉 所創作的日本漫畫，以及依此改編的電視動畫與廣播劇。

## 概要
本作品在小學館發行的《月刊Sunday GENE-X》雜誌2004年5月號（2004年4月）至2006年11月號（2006年10月）連載，單行本全4冊。台灣與香港地區的中文版皆由青文出版社代理，分別發行台灣版與香港版。電視動畫版於2006年6月起至9月止於日本地區播映，播映期間共3個月，一共十集。

## 故事簡介
山田今日與山田明日是一對姊妹，她們的母親在明日出生的那一年過世，父親欠下龐大債務後下落不明。 兩人住在東京都下町 屋齡40年的公寓，大小只有1坪，格局只有一房，沒有浴室，房租一個月兩萬六千日圓。 姊姊今日是中學生，一邊求學一邊打工（送報紙等）維持生計；妹妹明日雖然是小學生，但是會幫忙做家事。雖然她們過著貧窮的生活，周圍的人們也支持著她們。
在這部作品的設定中，幾年前日本《勞動基準法》修正使中學生（年满13岁）與成年人擁有同等的工作權（原作第2話設定是20XX年）；現在日本的法律認定，早晨送報紙或送牛奶是例外。

## 登場人物

### 山田家
山田今日（配音員：坂本真綾(動畫版)、田中理惠(廣播劇CD版)）
就讀中學三年級的姊姊（15歲）。她每天早上跟下午送報紙來維持家裡的生計，在第13話與第45話中從事其他種類的打工（試吃推銷員、便利商店店員、餐廳服務生等）。上課時總是打瞌睡（在第23話中稱之為「睡眠學習」），但是成績不錯。總是思念著妹妹，雖然她害怕打雷，但是她不會停止照顧她的妹妹。她答應她的母親會好好的照顧她的妹妹明日，而實現對她的母親的諾言。
山田明日（配音員：金田朋子(動畫版)、釘宮理惠(廣播劇CD版)）
就讀小學三年級的妹妹（9歲）。她總是為家裡購物、做菜跟打掃。明日喜歡她的姊姊，而想嘗試讓她的生活得更好，因為她總是為了她努力工作賺錢。她擅長打麻將，是整個商店街的知名人物。明日在班上擔任學級委員，當作業不會寫的時候，同班同學都會請教她。她的音感不好，但是她請教正男教她如何唱歌。奇怪的地方是，她有對她的母親一點點記憶。當她還在她母親的子宮裡的時候，她的母親要求今日照顧她。
山田佳子（配音員：久川綾(動畫版)）
山田姊妹的母親，在今日6歲的時候（即明日出生的那一年）過世，年齡、享年不明。
山田週
山田姊妹的父親，年齡不明。因為背負著龐大的債務，拋棄了他的女兒，下落不明；在最終回中，他欠債的原因被證實是作友人的連帶保證人，該友人無力清償債務三千萬日圓，他才將原住處賣掉以幫該友人償還三千萬日圓。作者原本未曾想到要畫他的臉，所以沒畫他的臉；但是作者看過《貧窮姊妹物語》電視動畫版角色設定資料之後，取得設定者高村和宏同意使用於漫畫中。

### 山田姐妹身邊的人們
林源三（配音員：麥人(動畫版、廣播劇CD版)）
山田姊妹居住的公寓的房東（78歲），去催繳房租的的時候被山田姊妹叫作「恐怖的大魔王」。雖然他個性非常頑固，其實心地非常善良，總是關心著山田姊妹。
三枝蘭子（配音員：平松晶子(動畫版、廣播劇CD版)）
住在山田姊妹隔壁的小說家，年齡不明，一天到晚戴著太陽眼鏡。使用筆名「森蘭子」執筆並獲得大木獎。
一之倉正男（配音員：岸尾大輔(動畫版)）
住在山田姊妹隔壁的鄰居（29歳），夢想是成為歌手；即使靠打工勉強度日、屢次參加選拔賽都落選，依舊不改其志。他曾在livehouse駐唱，擁有許多女性歌迷。
越後屋金子（配音員：進藤尚美(動畫版、廣播劇CD版)）
就讀中學三年級（15歲），大企業「越後屋集團」的继承人，就读于与今日不同的学校（私立女子学校『清蓮白澄学園』）。興趣是節儉，曾向山田姊妹請教節儉之道。
越後屋銀子（配音員：小櫻悅子(動畫版)、齋藤千和(廣播劇CD版)）
金子的妹妹，就讀小學三年級（9歲）。明日隔壁班的同學。非常尊敬金子，羨慕即使貧窮也可以過生活的山田姊妹。

### 山田家的親戚
動畫版中未登場。
高島未來
山田姊妹的阿姨（33歲），職業是建築師，生活富裕。幼時因家貧而被送給住在仙台的高島家收養，故能體會貧窮生活的滋味。由於工作的關係（必須赴建築工地監工等），她很少與母親同住。她推薦今日轉學到私立中學就讀，並承諾負擔今日轉學後的生活費，讓今日專心求學、不必打工；但今日不願與明日分隔兩地，故予以婉拒。
高島時
高島未來的養母（原是未來的阿姨）（70歲），也是山田姊妹的姨婆，住在仙台。對未來非常頑固，但是對山田姊妹非常溫柔。

### 其他登場的角色
橋本洋品店的老闆娘（配音員：中友子(動畫版)）
動畫版第一話中登場，是一位慈祥和藹的老太太。今日就是在她的店買浴衣給明日。
蔬菜店的老闆（配音員：龍田直樹(動畫版)）
動畫版第一話中登場，在煙火大會時擺攤賣冰糖葫蘆。
蔬果店的老闆娘（配音員：真山亞子(動畫版)）
動畫版第二話中登場，在房東住院時請明日帶水果去探望房東。
大城志麻（配音員：酒井香奈子(動畫版)）
山田明日就讀學校同學。
阿野佳苗（配音員：白石涼子(動畫版)）
資料不詳。
小坂老師（配音員：小坂明子(動畫版)）
動畫版第八話中登場，資料不詳。

## 商品

### 漫畫

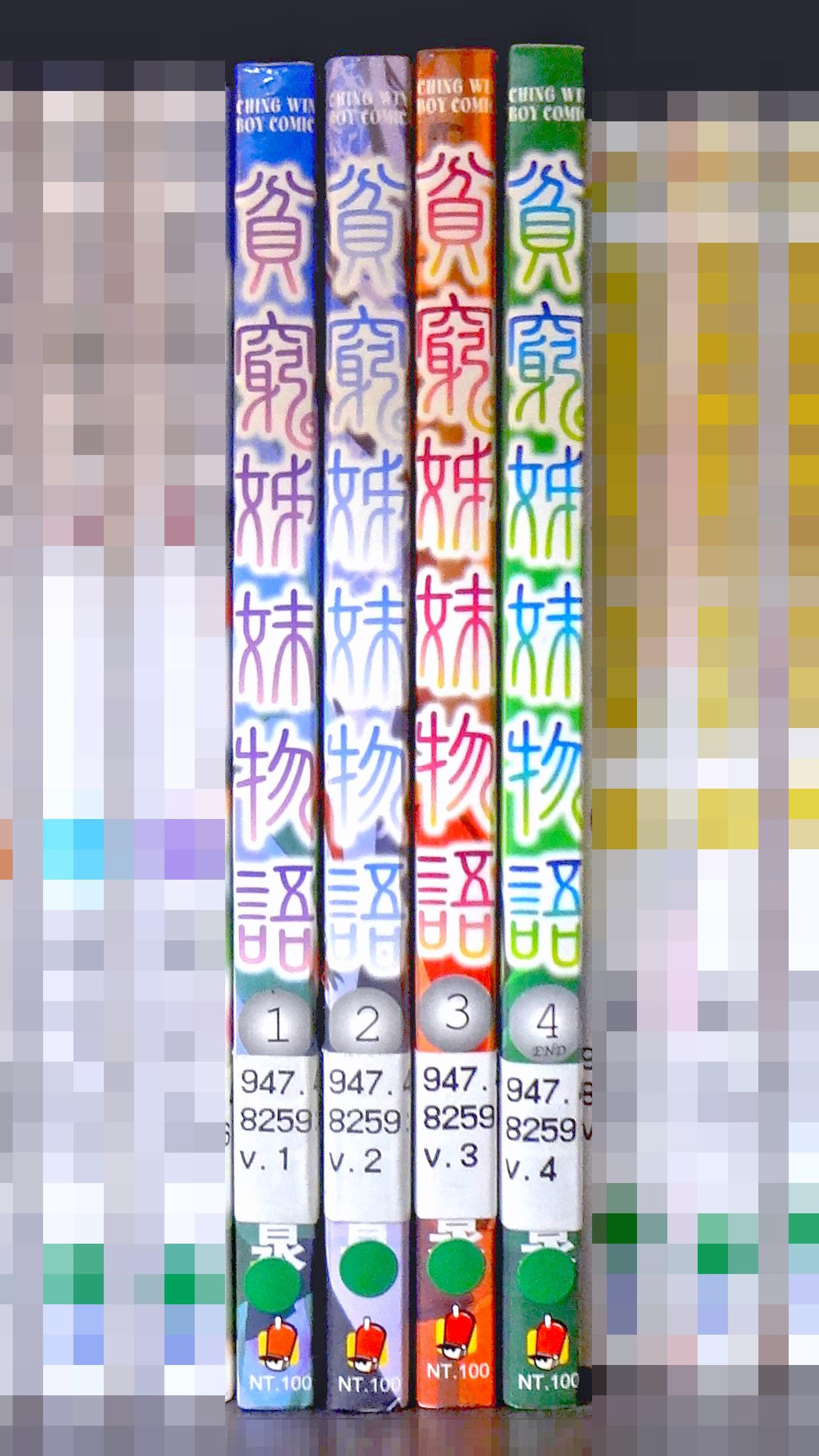
《貧窮姊妹物語》臺灣中文版全套單行本書背

1. 貧窮姊妹物語 1（貧乏姉妹物語 1）
ISBN 4-09-157341-X（日文）ISBN 986-156-549-3（台灣中文）ISBN 962-8906-50-X（香港中文）
2. 貧窮姊妹物語 2（貧乏姉妹物語 2）
ISBN 4-09-157019-4（日文）ISBN 986-156-572-8（台灣中文）ISBN 962-8906-59-3（香港中文）
3. 貧窮姊妹物語 3（貧乏姉妹物語 3）
ISBN 4-09-157059-3（日文）ISBN 986-156-717-8（台灣中文）ISBN 962-8906-62-3（香港中文）
4. 貧窮姊妹物語 4（貧乏姉妹物語 4）
ISBN 4-09-157078-X（日文）ISBN 978-986-156-819-5（台灣中文）ISBN 978-962-8906-92-5（香港中文）

### 廣播劇CD
2006年4月21日Frontier Works發售，收錄了原作的故事，全12話。商品編號：FCCC-0053。

#### 配音員
- 山田今日：田中理惠
- 山田明日：釘宮理惠
- 林源三：麥人
- 三枝蘭子：平松晶子
- 越後屋金子：進藤尚美
- 越後屋銀子：齋藤千和

### DVD
日語版DVD皆由avex mode發售，全5片；初回特典是《今日與明日的留言CD》（きょうとあすのメッセージCD），全1片。
1. 2006年9月27日發售 AVBA22969
2. 2006年10月25日發售 AVBA22971
3. 2006年11月22日發售 AVBA22972
4. 2006年12月20日發售 AVBA22973
5. 2007年1月24日發售 AVBA22974

## 動畫

### 播放電視台
日本深夜動畫：下文記載的日本国内播放時間使用日本標準時間（UTC+9）表示。因為部分時間标识會採用30小时制，因此請留意这类超过24:00的时间，其實際播放時間為翌日清晨。
| 電視台         | 播放期間                 | 播放時間（UTC+9）            |
| -------------- | ------------------------ | ---------------------------- |
| 朝日電視台     | 2006年6月29日 - 9月14日  | 星期四 26:40 - 27:10         |
| AT-X           | 2006年9月22日 - 11月24日 | 星期五 11:30 - 12:00（重播） |
| 東京都會電視台 | 2007年1月7日 - 3月11日   | 星期日 23:30 - 24:00         |
| 名古屋電視台   | 2007年1月9日 - 3月13日   | 星期二 26:43 - 27:13         |
| 青森朝日放送   | 2007年1月24日 -          | 星期三 16:00 - 16:30         |

### 配音員
- 山田今日：坂本真綾
- 山田明日：金田朋子
- 山田佳子：久川綾
- 林源三：麥人
- 三枝蘭子：平松晶子
- 一之倉正男：岸尾大輔
- 越後屋金子：進藤尚美
- 越後屋銀子：小櫻悅子
- 大城志麻：酒井香奈子
- 阿野香苗：白石涼子
- 小坂先生：小坂明子（於第8集友情演出）

### 製作人員
- 原作：一十泉
- 原案協力：都築伸一郎、久保田滋夫、小室時惠、夏目晃暢
- 導演：貝澤幸男
- 系列構成・腳本：和泉鶴
- 人物設計：高村和宏
- 總作畫監督：
- 美術設計：佐南友理
- 色彩設計：小日置知子、辻田邦夫
- 編輯：麻生芳弘
- 錄音：川崎公敬
- 音樂：小坂明子
- 製作編成：樋口宗久
- 製作擔任：松坂一光
- 製作人：太田賢司（朝日電視台）、淺間陽介、後藤政則、佐藤寬
- 動畫制作：東映動畫
- 製作：貧窮姊妹物語Project（朝日電視台、東映動畫、Avex Entertainment、Frontier Works）

### 主題曲
片頭曲
歌：Splash Candy、作詞：Babee、作曲：Franken
片尾曲
歌：酒井香奈子、作詞：、作曲・編曲：櫻井真一

### 各集標題一覽
| #  | 日文標題 | 中文標題（暫譯）             | 日本播出日期  |
| -- | -------- | ---------------------------- | ------------- |
| 01 |          | 浴衣與煙火與蘋果糖之日       | 2006年6月29日 |
| 02 |          | 房東與西瓜與慰問之日         | 2006年7月6日  |
| 03 |          | 胡蘿蔔與謊言與越後屋姊妹之日 | 2006年7月13日 |
| 04 |          | 香水與明日與校外教學之日     | 2006年7月20日 |
| 05 |          | 公寓與櫻花與搬家之日         | 2006年7月27日 |
| 06 |          | 寂寞與銀子與姐姐之日         | 2006年8月3日  |
| 07 |          | 吃醋與巧克力與情人節之日     | 2006年8月10日 |
| 08 |          | 吉他與夢想與唱歌老師之日     | 2006年8月17日 |
| 09 |          | 想念與不安與手機之日         | 2006年8月24日 |
| 10 |          | 感冒與約定與母親之日         | 2006年9月17日 |